# Stanley Whittingham
Pour les articles homonymes, voir Whittingham.
Michael Stanley Whittingham, né le 22 décembre 1941 à Nottingham, est un chimiste britannique. Il reçoit le prix Nobel de chimie en 2019 avec John B. Goodenough et Akira Yoshino pour leurs travaux sur la batterie lithium-ion.

## Biographie
Whittingham a fait ses études à la Stamford School dans le Lincolnshire de 1951 à 1960, avant d’aller au New College d’Oxford pour lire la chimie. À l'Université d'Oxford, il a obtenu sa licence (1964), sa maîtrise (1967) et son doctorat (1968). Après ses études supérieures, M. Whittingham a été boursier postdoctoral à l'Université Stanford jusqu'en 1972. Il a ensuite travaillé pour Exxon Research & Engineering Company de 1972 à 1984. Il a ensuite travaillé pendant quatre ans pour Schlumberger avant de devenir professeur à l'Université de Binghamton. 
Pendant cinq ans, il a été vice-recteur de la recherche et de la vulgarisation à l'université. Il a également été vice-président de la Fondation de la recherche de l'Université d'État de New York pendant six ans. Il est actuellement professeur distingué de chimie, de science des matériaux et d'ingénierie à l'Université de Binghamton.